# Jasmine Blocker
Jasmine Blocker (née le 9 juin 1992) est une athlète américaine.

## Palmarès
| Date | Compétition                                                          | Lieu     | Résultat | Épreuve         | Temps         |
| ---- | -------------------------------------------------------------------- | -------- | -------- | --------------- | ------------- |
| 2018 | Championnats d'Amérique du Nord, d'Amérique centrale et des Caraïbes | Toronto  | 1re      | 4 x 400 m       | 3 min 26 s 08 |
| 2018 | Coupe du monde                                                       | Londres  | 1re      | 4 x 400 m       | 3 min 24 s 28 |
| 2019 | Relais mondiaux                                                      | Yokohama | 1re      | 4 x 400 m mixte | 3 min 16 s 43 |
| 2019 | Championnats du monde                                                | Doha     | 1re      | 4 x 400 m mixte | séries        |